# Tupilați
Tupilați es una comuna ubicada en el distrito de Neamț, Rumania.

## Superficie
Posee una superficie de 32,41 kilómetros cuadrados.

## Demografía
Hasta 2021 la población era de 1991 habitantes, con una densidad de población de 61,43 habitantes por kilómetro cuadrado.